# 리오 세이어
제라드 휴 "리오" 세이어(영어: Gerald Hugh "Leo" Sayer, 1948년 5월 21일 ~ )는 영국의 가수이다.

## 주요 이력
그는 1967년 소프트 록 밴드 보컬리스트 첫 데뷔한 그는 이후 1973년 솔로 가수로 데뷔하였다. 1974년에 최초의 솔로 가수로서의 인기곡인 〈Daltrey〉 이후 〈Giving It All Away〉가 인기를 얻었고 템포감이 있는 〈The Show Must Go On〉이 영국에서 인기를 얻었다. 1975년에 미국으로 진출하여 상큼한 곡인 〈Long Tall Glasses〉가 인기를 얻었으며, 1976년에는 《Endless Fight》를 발표하여 〈You Make Me Feel Like Dance〉를 빌보드 싱글 차트 정상에 올려놓았다. 또한, 앨버트 해먼드(Albert Hammond)에게 받은 곡으로 아름다운 가사가 인상적인 〈When I Need You〉를 발표하여 크게 인기를 얻었으며, 200만 장 이상의 판매고를 기록하였다. 1980년에는 미국 가수 바비 비(Bobby Vee)의 원곡을 리메이크한 〈More Than I Can Say〉가 인기를 얻었다. 2009년 오스트레일리아 시민권을 취득하였다. 순수하고 아름다운 목소리로 노래하는 그의 공연 모습은 차분하면서 열정적인 무대 매너를 보여주는 것으로 알려져 있다. 항상 변모하는 음악계이지만, 그의 서정적인 곡들은 언제나 우리의 마음에 조용한 파문을 던져주고 있다.

## 참고 자료
- 이 문서에는 다음커뮤니케이션(현 카카오)에서 GFDL 또는 CC-SA 라이선스로 배포한 글로벌 세계대백과사전의 내용을 기초로 작성된 글이 포함되어 있습니다.